# Cycnoches aureum
Cycnoches aureum är en orkidéart som beskrevs av John Lindley och Joseph Paxton. Cycnoches aureum ingår i släktet Cycnoches, och familjen orkidéer. Inga underarter finns listade i Catalogue of Life.